# Morti nel 1985/Ottobre
| Questa pagina contiene informazioni ricavate automaticamente dalle voci biografiche con l'ausilio del template Bio e di un bot. L'aggiornamento è periodico e automatico e ricostruisce completamente la pagina. Se manca una persona in questa lista, sei pregato di non aggiungerla, ma accertati piuttosto che la sua voce biografica contenga il template Bio e che i dati anagrafici siano correttamente compilati. Se il template Bio manca, inseriscilo tu stesso o, in alternativa, metti l'avviso {{tmp\|Bio}} che ne segnala la mancanza. Se i dati riportati sono sbagliati, correggi direttamente la voce biografica; le modifiche saranno visibili in questa lista entro pochi giorni. Per chiarimenti vedi il progetto biografie. La lista contiene solo le 101 persone che sono citate nell'enciclopedia e per le quali è stato implementato correttamente il template Bio. Pagina aggiornata al 3 mar 2024. |

- 1º ottobre - Vladimir Bron, ingegnere e compositore di scacchi sovietico (n. 1909)
- 1º ottobre - Ninian Sanderson, pilota automobilistico britannico (n. 1925)
- 1º ottobre - Elwyn Brooks White, scrittore statunitense (n. 1899)
- 2 ottobre - Angelo Candolini, politico italiano (n. 1928)
- 2 ottobre - Sidney Clute, attore statunitense (n. 1916)
- 2 ottobre - Rock Hudson, attore statunitense (n. 1925)
- 2 ottobre - Eric Jones, allenatore di calcio e calciatore inglese (n. 1915)
- 2 ottobre - Primo Lucchesi, politico italiano (n. 1912)
- 2 ottobre - Margaret Mahler, psicoanalista ungherese (n. 1897)
- 3 ottobre - Amos Nattini, pittore italiano (n. 1892)
- 4 ottobre - Evdokija di Bulgaria, principessa bulgara (n. 1898)
- 4 ottobre - Fred Foster, cestista statunitense (n. 1946)
- 4 ottobre - Angelo Fusco, giornalista, scrittore e regista italiano (n. 1926)
- 4 ottobre - Enzo Giudici, scrittore e critico letterario italiano (n. 1920)
- 4 ottobre - Jozef Herda, lottatore cecoslovacco (n. 1910)
- 5 ottobre - Harald Cramér, matematico e statistico svedese (n. 1893)
- 5 ottobre - Joachim Helbig, militare e aviatore tedesco (n. 1915)
- 5 ottobre - Karl Menger, matematico austriaco (n. 1902)
- 5 ottobre - Sergej Alekseevič Žarov, direttore di coro e compositore russo (n. 1886)
- 6 ottobre - Enrique Fernández, allenatore di calcio e calciatore uruguaiano (n. 1912)
- 6 ottobre - Jack Harkness, calciatore scozzese (n. 1907)
- 6 ottobre - Nelson Riddle, arrangiatore, direttore d'orchestra e compositore statunitense (n. 1921)
- 6 ottobre - Martha Schlamme, attrice e cantante austriaca (n. 1923)
- 6 ottobre - Karl Zischek, calciatore austriaco (n. 1910)
- 7 ottobre - Štefan Fabián, calciatore slovacco (n. 1911)
- 7 ottobre - Wolfgang Kieling, attore, cantante e doppiatore tedesco (n. 1924)
- 8 ottobre - Riccardo Bacchelli, scrittore, drammaturgo e giornalista italiano (n. 1891)
- 8 ottobre - Karel De Baere, ciclista su strada e pistard belga (n. 1925)
- 8 ottobre - Theresa Harris, attrice statunitense (n. 1906)
- 8 ottobre - Giorgio Santelli, schermidore italiano (n. 1897)
- 8 ottobre - Francesco Saverio Starrabba, principe di Giardinelli, nobile, avvocato e politico italiano (n. 1901)
- 9 ottobre - Ludo Coeck, calciatore belga (n. 1955)
- 9 ottobre - Emílio Garrastazu Médici, generale e politico brasiliano (n. 1905)
- 9 ottobre - Dar Hutchins, cestista statunitense (n. 1915)
- 10 ottobre - Yul Brynner, attore russo (n. 1920)
- 10 ottobre - Ghigo Masino, attore e comico italiano (n. 1921)
- 10 ottobre - Margaret Michaelis-Sachs, fotografa austriaca (n. 1902)
- 10 ottobre - Don Schlundt, cestista statunitense (n. 1933)
- 10 ottobre - Charles Singleton, critico letterario e italianista statunitense (n. 1909)
- 10 ottobre - Orson Welles, attore, regista e sceneggiatore statunitense (n. 1915)
- 12 ottobre - Duke Dinsmore, pilota automobilistico statunitense (n. 1913)
- 12 ottobre - Sergej Ivanovič Osipov, pittore russo (n. 1915)
- 13 ottobre - Francesca Bertini, attrice italiana (n. 1892)
- 13 ottobre - Tage Danielsson, regista, sceneggiatore e scrittore svedese (n. 1928)
- 13 ottobre - Paolo De Stefano, mafioso italiano (n. 1943)
- 13 ottobre - Pierre-Étienne Guyot, dirigente sportivo francese (n. 1906)
- 13 ottobre - Herbert Nebe, ciclista su strada tedesco (n. 1899)
- 14 ottobre - Artur Dyson, calciatore portoghese (n. 1912)
- 14 ottobre - Ėmil' Grigor'evič Gilel's, pianista sovietico (n. 1916)
- 14 ottobre - Ludwig Landen, canoista tedesco (n. 1908)
- 15 ottobre - Sandro Angiolini, fumettista italiano (n. 1920)
- 15 ottobre - Bruno Fattori, poeta italiano (n. 1891)
- 15 ottobre - Max Zaslofsky, cestista, allenatore di pallacanestro e dirigente sportivo statunitense (n. 1925)
- 17 ottobre - Omero Bonoli, ginnasta italiano (n. 1909)
- 17 ottobre - Wiktor Kemula, chimico polacco (n. 1902)
- 18 ottobre - Stefan Askenase, pianista polacco (n. 1896)
- 18 ottobre - Luigi Meschieri, psicologo italiano (n. 1919)
- 18 ottobre - Jun Tazaki, attore giapponese (n. 1910)
- 19 ottobre - Aldo Dusi, calciatore e allenatore di calcio italiano (n. 1915)
- 19 ottobre - Lincoln LaPaz, astronomo statunitense (n. 1897)
- 19 ottobre - Runt Pullins, cestista statunitense (n. 1910)
- 20 ottobre - Guerrino Cucchi, sindacalista italiano (n. 1918)
- 20 ottobre - Knud Børge Overgaard, calciatore danese (n. 1918)
- 20 ottobre - Nils Svenningsen, diplomatico danese (n. 1894)
- 20 ottobre - Enzo Tarquinio, pittore, decoratore e restauratore italiano (n. 1911)
- 21 ottobre - Jens Lambæk, ginnasta danese (n. 1899)
- 21 ottobre - Gastone Nencioni, politico italiano (n. 1910)
- 21 ottobre - Diane Thomas, sceneggiatrice statunitense (n. 1946)
- 21 ottobre - Thomas Townsend, fisico statunitense (n. 1905)
- 21 ottobre - Dan White, politico e criminale statunitense (n. 1946)
- 22 ottobre - Anton Francesco Filippini, scrittore e poeta italiano (n. 1908)
- 22 ottobre - Stefano Satta Flores, attore, doppiatore e drammaturgo italiano (n. 1937)
- 22 ottobre - Viorica Ursuleac, soprano rumeno (n. 1894)
- 23 ottobre - Severino Bolognesi, politico italiano (n. 1895)
- 24 ottobre - László Bíró, giornalista e inventore ungherese (n. 1899)
- 24 ottobre - Wilhelm Klemm, chimico tedesco (n. 1896)
- 24 ottobre - Costantino Mortati, giurista e costituzionalista italiano (n. 1891)
- 24 ottobre - Daniele Pace, cantante, paroliere e compositore italiano (n. 1935)
- 24 ottobre - Maurice Roy, cardinale e arcivescovo cattolico canadese (n. 1905)
- 25 ottobre - Karl Bruckner, scrittore austriaco (n. 1906)
- 25 ottobre - Amedeo Dalla Volta, psicologo e medico italiano (n. 1892)
- 25 ottobre - Morton Downey, cantante e attore cinematografico statunitense (n. 1901)
- 25 ottobre - Felixberto Camacho Flores, arcivescovo cattolico statunitense (n. 1921)
- 25 ottobre - Viktor Petrovič Makeev, ingegnere e militare sovietico (n. 1924)
- 26 ottobre - Clelia Vannucchi Pedani, pittrice e scultrice italiana (n. 1900)
- 27 ottobre - Willy Baumgartner, calciatore svizzero (n. 1911)
- 27 ottobre - Antonino De Stefano, giurista e magistrato italiano (n. 1918)
- 27 ottobre - Andreas Roland Grüntzig, medico e radiologo tedesco (n. 1939)
- 27 ottobre - Walter Segal, architetto svizzero (n. 1907)
- 28 ottobre - William Bramley, attore statunitense (n. 1928)
- 28 ottobre - Elga Brink, attrice tedesca (n. 1895)
- 28 ottobre - William McPherson Allen, dirigente d'azienda e avvocato statunitense (n. 1900)
- 28 ottobre - Iōannīs Traulos, architetto, storico dell'architettura e archeologo greco (n. 1908)
- 28 ottobre - Ángel Zubieta, allenatore di calcio e calciatore spagnolo (n. 1918)
- 29 ottobre - Evgenij Michajlovič Lifšic, fisico sovietico (n. 1915)
- 29 ottobre - John Davis Lodge, politico, ambasciatore e attore statunitense (n. 1903)
- 29 ottobre - Mário Amâncio Duarte, cestista e allenatore di pallacanestro brasiliano (n. 1914)
- 30 ottobre - Aimé Dossche, ciclista su strada e dirigente sportivo belga (n. 1902)
- 30 ottobre - Beniamino Fiamma, ingegnere e inventore italiano (n. 1899)
- 30 ottobre - Kirby Grant, attore statunitense (n. 1911)
- 31 ottobre - Norberto Yácono, calciatore argentino (n. 1919)